# Ropicomimus kaszabi
Ropicomimus kaszabi là một loài bọ cánh cứng trong họ Cerambycidae.